# Shook Ones Pt. II
"Shook Ones Part II" é um single do duo de hip hop Mobb Deep de seu segundo álbum de estúdio The Infamous, lançado em 7 de fevereiro de 1995 pela RCA Records. Em 2010, a Pitchfork Media incluiu a canção em seu Top 200 das Melhores Canções dos Anos 90. A revista Rolling Stone colocou a canção em sua lista das 50 Maiores Canções de Hip-Hop de Sempre.
A canção é uma continuação do single promocional de 1994 "Shook Ones", com letras semelhantes, mas com menos palavrões. A canção original é apresentada no b-side de alguns lançamentos de "Shook Ones part II" e também foi incluída na versão internacional do álbum do duo Hell on Earth.
Complex classificou "Shook Ones Part II" no #23 lugar em sua lista das 25 canções de rap mais violentas de todos os tempos.